# Handa (Aiči)
Handa (半田市, Handa-ši) je japonské město, které se nachází v severní části poloostrova Čita na břehu zátoky Mikawa v jihozápadní části prefektury Aiči. Město je důležitým obchodním centrem.

## Historie
V oblasti současného města vznikly v roce 1889 obce Handa a Kamezaki a o rok později Narawa. V roce 1937 došlo ke spojení těchto obcí do jediného města. Od té doby zasáhla oblast dvě silná zemětřesení a jeden tajfun.

## Ekonomika
Ve městě sídlí potravinářská společnost Mizkan, která se zabývá mimo jiné výrobou octa, která má společně s produkcí saké a sojové omáčky v oblasti dlouholetou tradici. Po druhé světové válce se město stalo centrem těžkého průmyslu.

## Partnerská města
- Nanto, Japonsko
- Midland, Spojené státy americké
- Port Macquarie, Austrálie
- Sü-čou, Čína

## Významné osobnosti
- Nankiči Niimi – spisovatel
- Satoru Akahori – spisovatel